# Єйськ (станція)
Єйськ — залізнична станція Північно-Кавказької залізниці, кінцева станція залізниці Старомінська — Єйськ. Відкрита в 1911.
Через станцію здійснюється пряме залізничне пасажирське сполучення з Москвою, Санкт-Петербургом, Ростовом-на-Дону, Краснодаром, Новоросійськом, Старощербиновською, Старомінською--Тимашевською.
У 2006 року через залізничну станцію Єйськ було перевезено близько 3 млн тонн вантажів.